# تنكيس علم

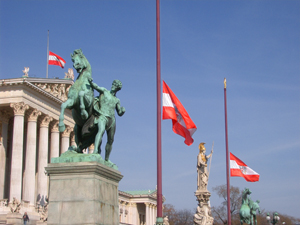
العلم النمساوي يرفرف على نصف العمود أمام مبنى البرلمان النمساوي، إثر وفاة الرئيس توماس كليستيل، في 7 يوليو 2004

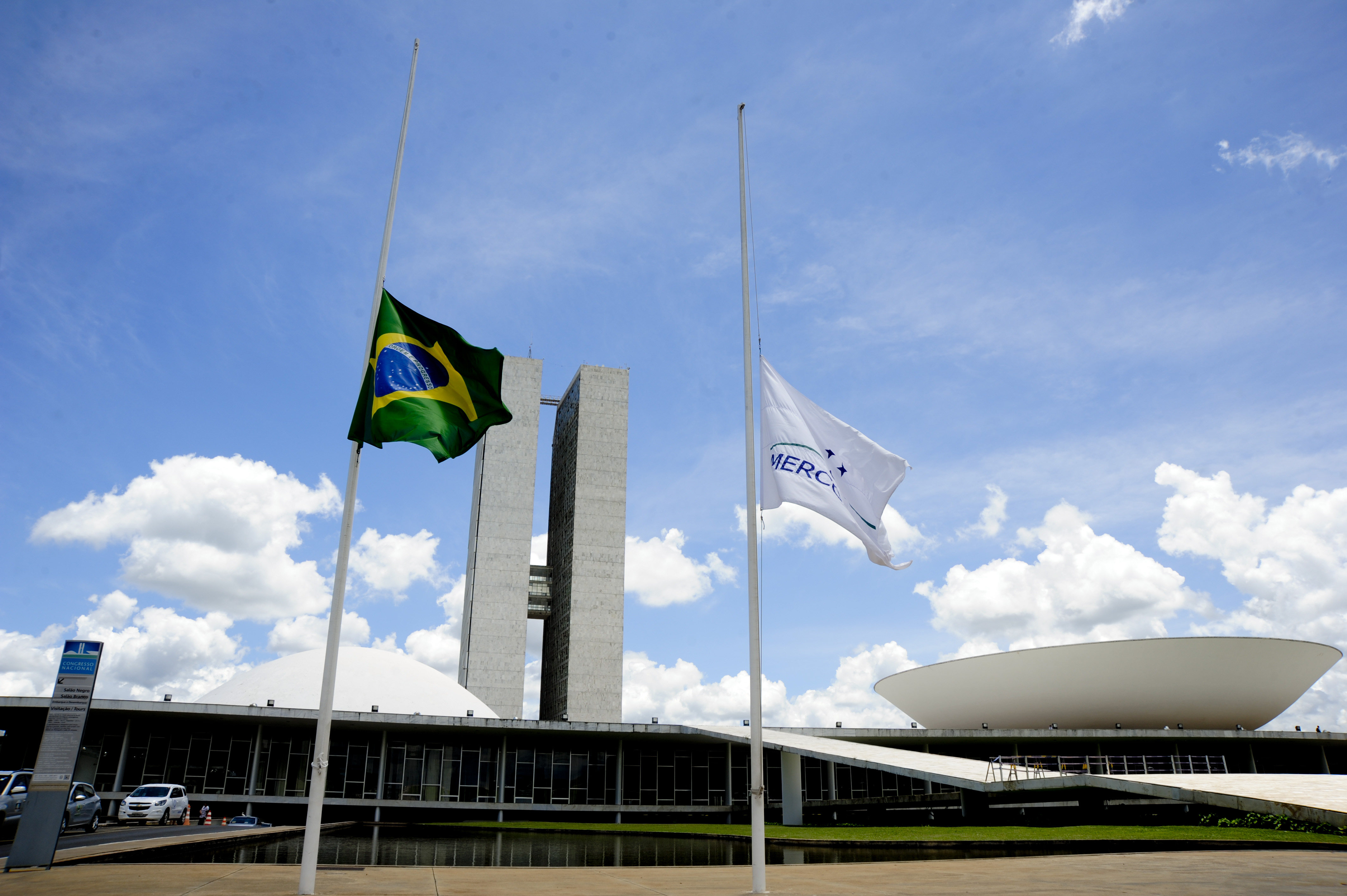
العلم البرازيلي يرفرف على النصف إلى جانب علم ميركوسور أمام المجلس الوطني البرازيلي في ذكرى ضحايا تحطم Chapecoense في 29 نوفمبر 2016.

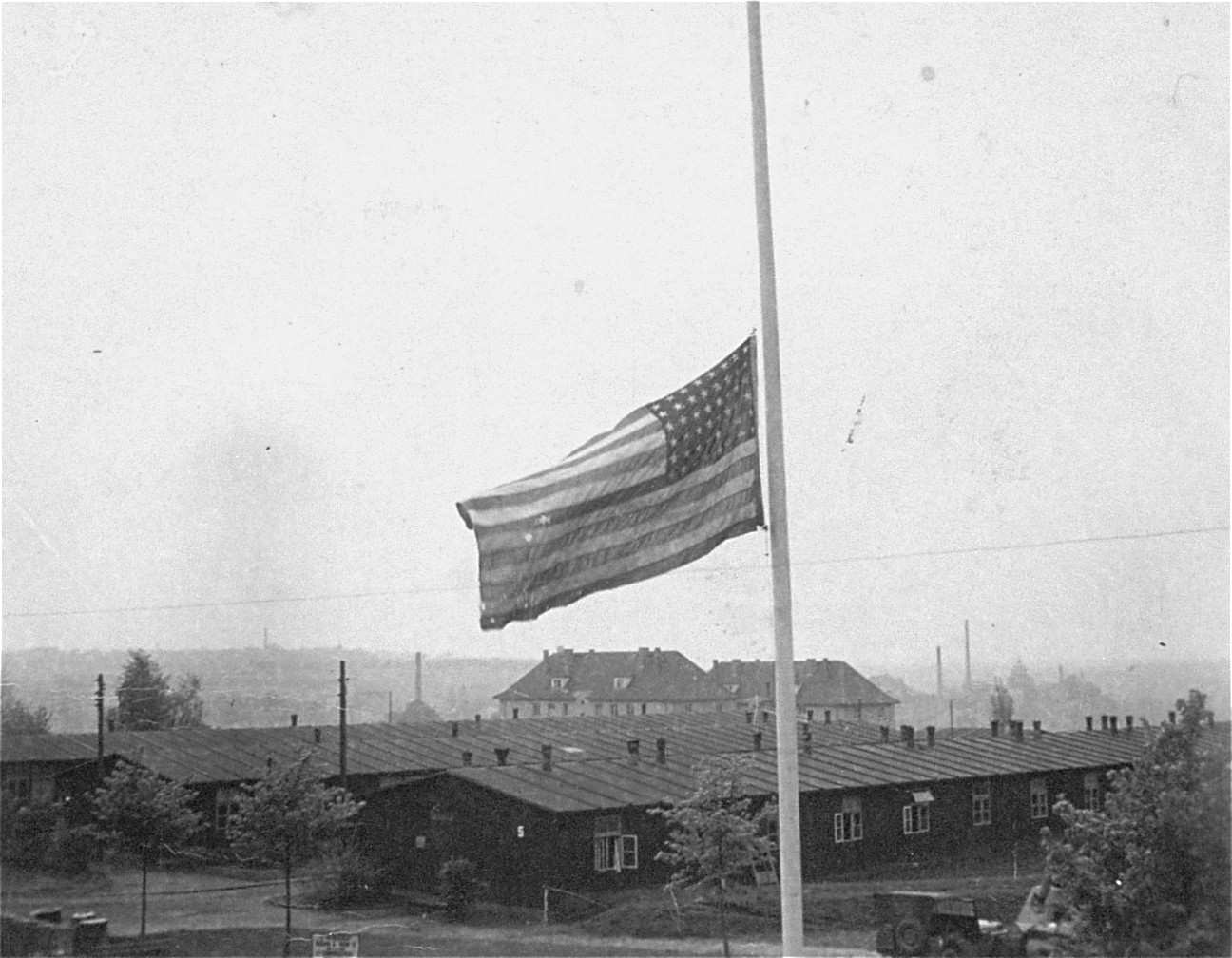
العلم الأمريكي يرفرف على النصف في بوخنفالد، تورينجيا، ألمانيا، في 19 أبريل 1945 بعد وفاة الرئيس روزفلت.

التنكيس هو خفض العلم من على سارية العلم بنسبة معينة من على قمتها ففي معظم البلدان عبر العالم، يُنظر إلى هذا على أنه رمز للاحترام والحداد والضيق أو في بعض الحالات كتحية أو حتى للاستسلام.
بدأ تقليد التنكيس القرن السابع عشر. وفقًا لبعض المصادر، يتم رفع العلم لإفساح المجال أمام «علم الموت غير المرئي» الذي يرفرف فوقها. يختلف مكان التنكيس على السارية حسب البلدان. مثلا بروتوكول العلم البريطاني يشير إلى أن العلم يتم رفعه لما لا يقل عن ثلثي الارتفاع إلى أعلى السارية أما في أمريكا فإلى النصف
عند تنكيس العلم، يجب رفعه إلى نهاية السارية للحظة، ثم يتم خفضه إلى مكان تنكيسه. وبالمثل، عندما يتم رفع العلم في نهاية اليوم، يجب أن يتم رفعه إلى النهاية للحظة، ثم خفضه.

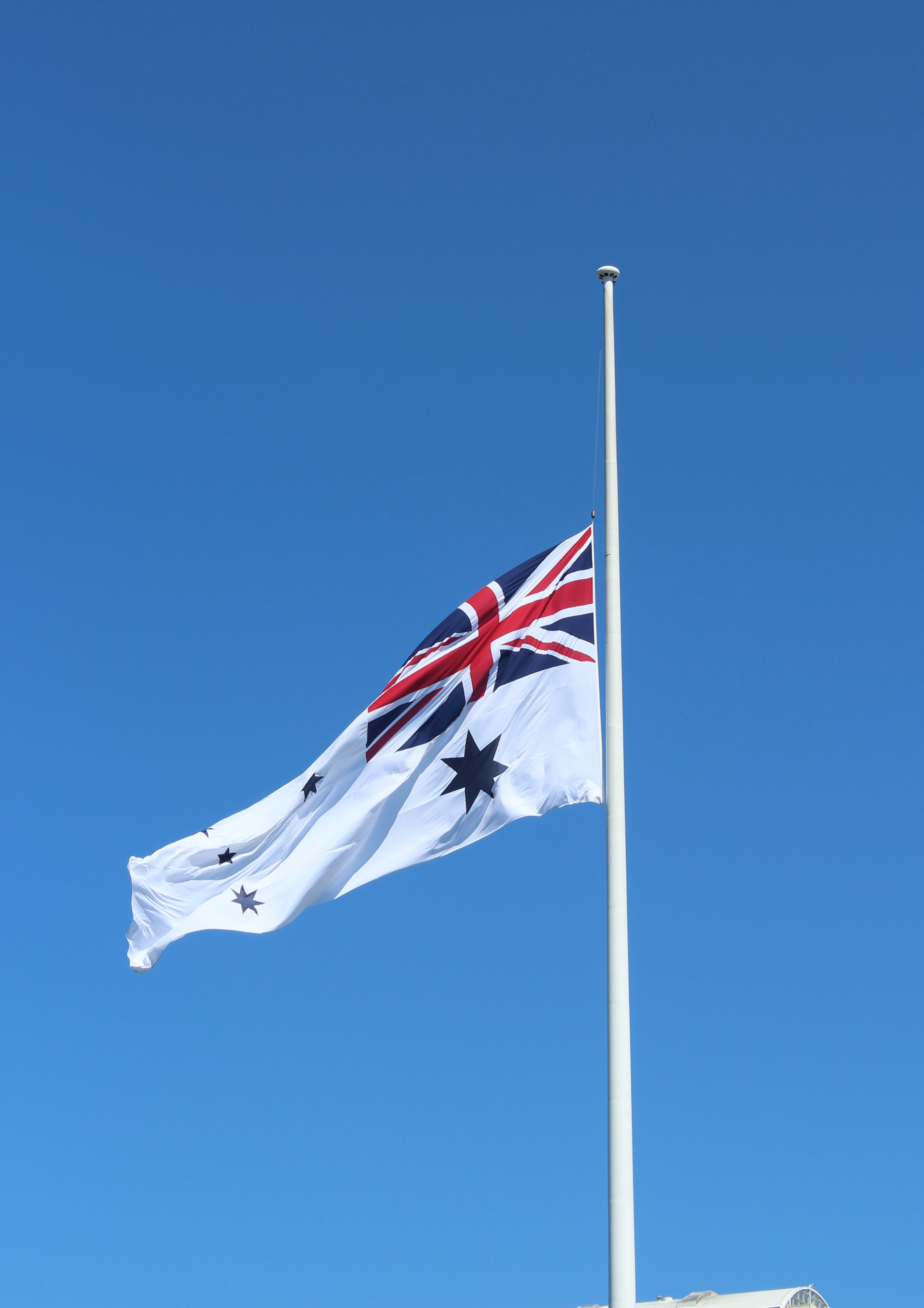
الراية الأسترالية البيضاء تحلق في نصف الصاري. وفقًا للتقاليد البريطانية، يرفع العلم عرض علم واحد فقط أسفل الجزء العلوي من القطب.

## الصين

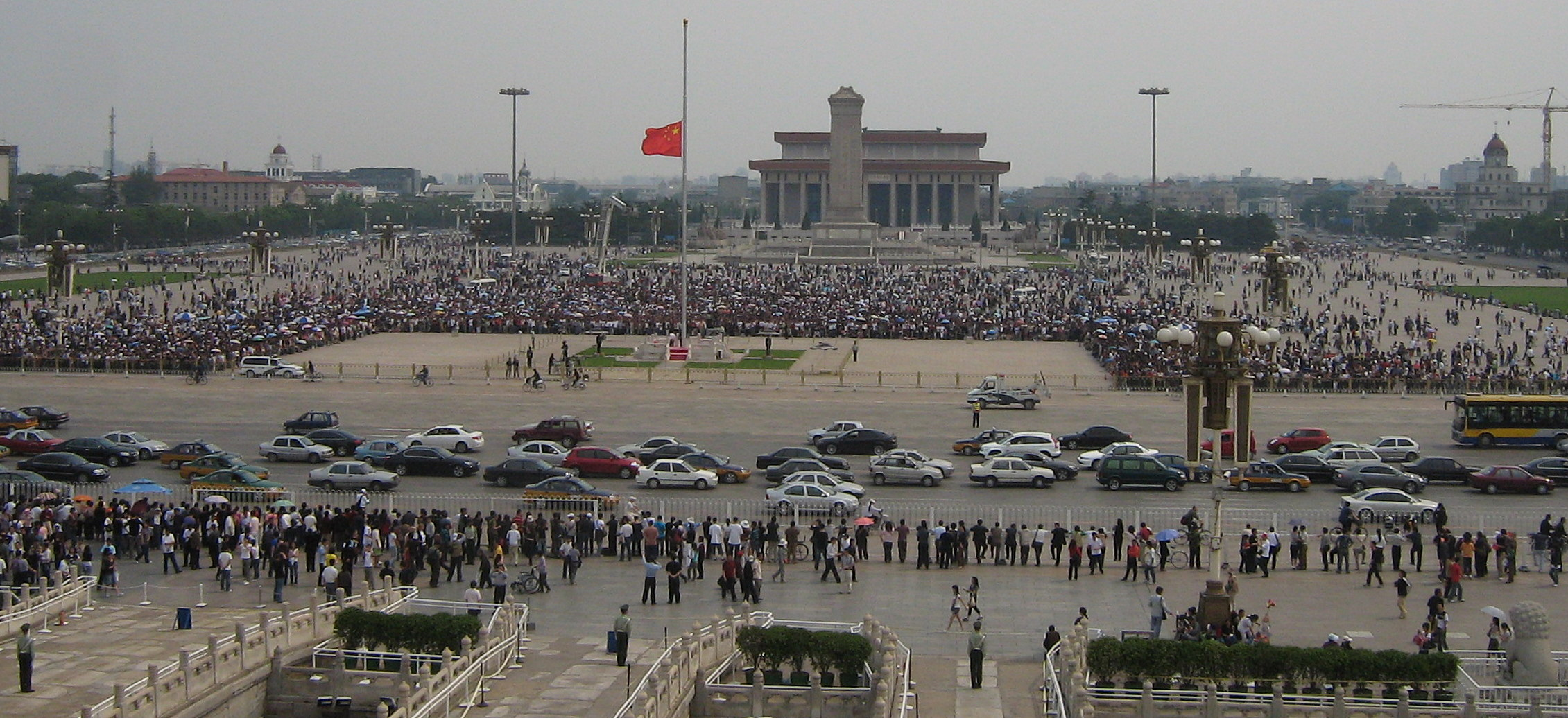
العلم الصيني في نصف السارية حدادا على ضحايا زلزال سيتشوان 2008.

ينص قانون العلم الوطني الصيني على عدد من المواقف التي يجب أن يتم فيها تنكيس العلم، ويخوّل مجلس الدولة إصدار مثل هذه الأوامر التنفيذية:

## فرنسا
يتم تنكيس العلم الفرنسي في أيام الحداد بأمر من الحكومة (على سبيل المثال بعد هجوم تشارلي إبدو في 7 يناير 2015، وهجمات باريس في 13 نوفمبر 2015 وهجوم نيس في 14 يوليو 2016). كما نكست دول أخرى العلم الفرنسي بنصف الصاري بسبب هذا أيضًا. (جسر سيدني هاربور الأسترالي ينكس العلم الفرنسي بسبب هجمات باريس في 13 نوفمبر 2015).

## ألمانيا

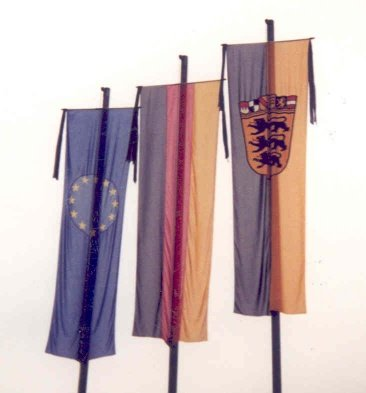
تشير الأشرطة السوداء إلى الحداد على الرايات التي لا يمكن تنكيسها.

علم ألمانيا وأعلام ولاياتها الفدرالية يتم تنكيسها:
- في 27 يناير، يوم ذكرى ضحايا الاشتراكية القومية؛
- في يوم الحداد الوطني (الأحد الثالث والثلاثون من التوقيت العادي).
- في أي يوم من أيام الحداد بأمر من الرئيس الاتحادي لجميع ألمانيا، أو بأمر من وزير رئيس لدولة معينة. على سبيل المثال عند وفاة سياسي حالي أو سابق رفيع المستوى أو شخص يحظى بتقدير كبير، أو حالات وفاة متعددة في حوادث أو كوارث طبيعية.

## إيران
يتم تنكيس علم إيران للنصف في حالات وفاة شخصية وطنية أو أيام حداد.

## الأعلام التي لا تنكس

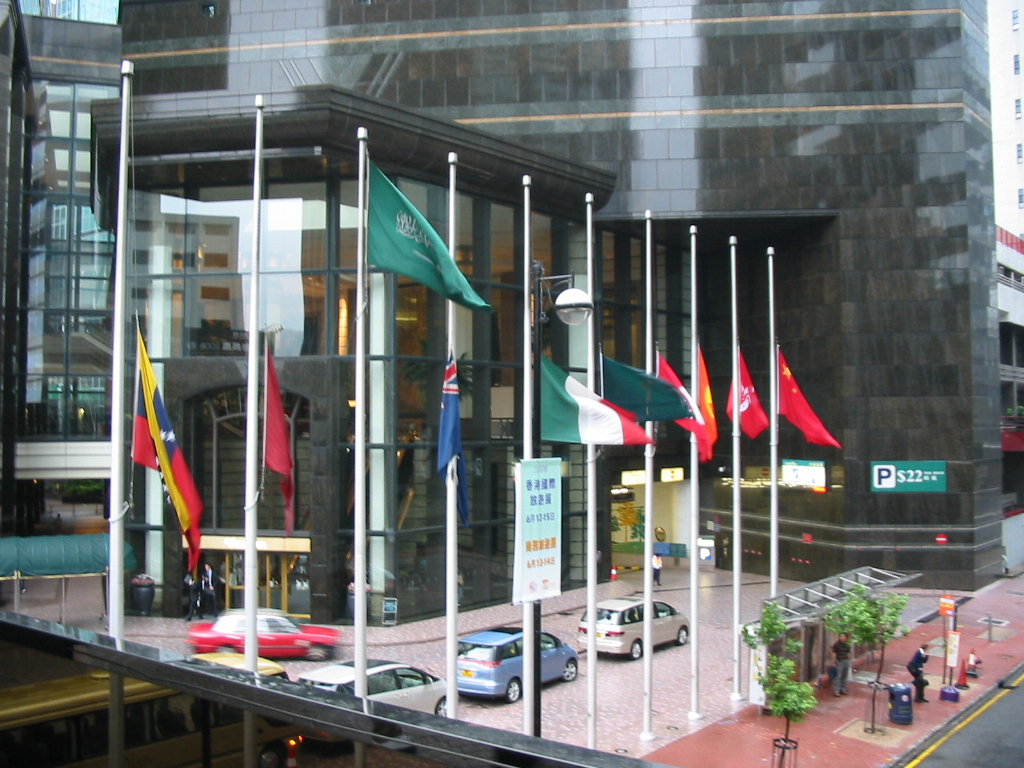
علم المملكة العربية السعودية لا ينكس أبداً.

علم السعودية هو أحد الأعلام الأربعة في العالم التي لا تنكس لأنها تحتوي الشهادة. علم أرض الصومال، الدولة المعلنة ذاتياً والمعترف بها دولياً كجزء من الصومال، تحتوي الشهادة. علم العراق يحمل تكبير واحد. علم أفغانستان يحتوي الشهادة في الأعلى. بما أن الأعلام الأربعة تحتوي وحدانية الله، فلا  تنكس حتى في أيام الحداد.  

## المملكة المتحدة

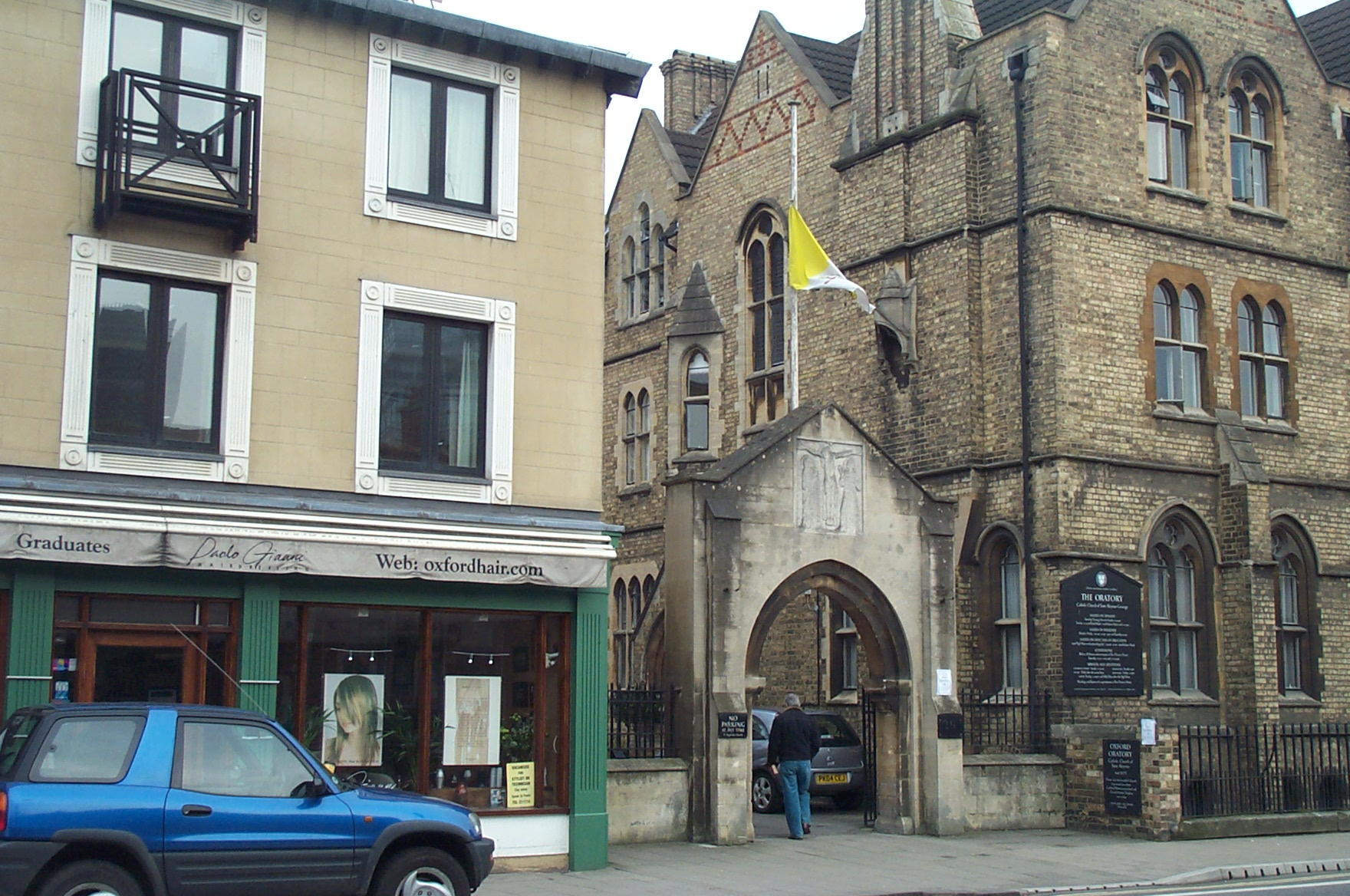
كنيسة القديس الويسيوس غونزاغا ، أكسفورد ، التي ترفع علم الكرسي الرسولي ، وهي منكسة بعد وفاة البابا يوحنا بولس الثاني.

المعيار الملكي، علم العاهل البريطاني، لا يتم أبداً تنكيسه، لأن هناك دائمًا ملكًا حيًا: ينتقل العرش فورًا إلى الخليفة.
حدث بعض الجدل في المملكة المتحدة في عام 1997 بعد وفاة ديانا ، أميرة ويلز لعدم تنكيس العلم في قصر باكنغهام. حتى عام 1997، كان العلم الوحيد الذي يطير من قصر باكنغهام هو المعيار الملكي، وهو العلم الرسمي للسيادة البريطانية الحاكمة، والذي لا يرفع إلا عندما يكون الملك مقيما في القصر (أو، بشكل استثنائي، بعد وفاة الملك، يرفع علم العضو الأكبر في العائلة المالكة، إذا لم يكن الملك الجديد حاضراً)؛ عدا ذلك، لا يرفع العلم.

## الأمم المتحدة
في مكاتب الأمم المتحدة في نيويورك وجنيف، يرفرف علم الأمم المتحدة على نصف الموظفين في اليوم التالي لوفاة رئيس دولة أو رئيس حكومة دولة عضو، ولكن ليس بشكل عام خلال الجنازة. هناك مناسبات أخرى حسب تقدير الأمين العام. قد تتبع المكاتب الأخرى الممارسات المحلية. لتكريم ذكرى داغ همرشولد، أصدرت الأمم المتحدة طوابع بريدية تحمل علمها عند نصف الموظفين.

## الولايات المتحدة الأمريكية

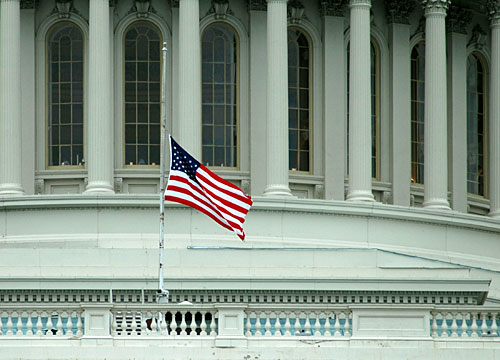
العلم في مبنى الكابيتول منكس في نصف حدادا على الرئيس رونالد ريغان ، 2004

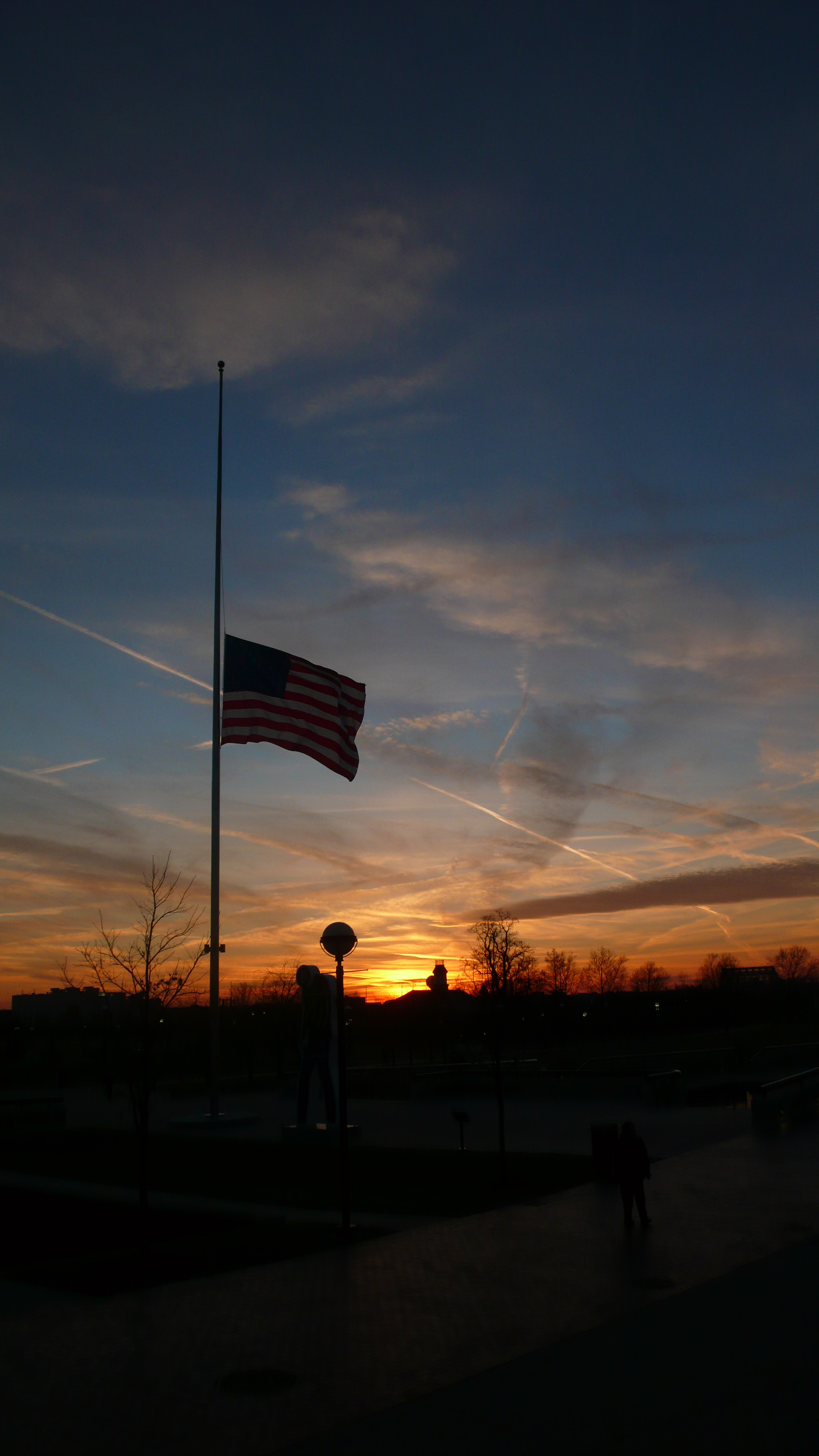
علم الولايات المتحدة منكس عند غروب الشمس.

في الولايات المتحدة، المصطلح الحكومي المعتاد للاستخدام غير البحري هو «نصف الموظفين». على الرغم من أن مصطلح «نصف سارية» يشيع استخدامه بدلاً من نصف الموظفين، فإن القانون الأمريكي والتقاليد العسكرية التي أعقبت الحرب العالمية الأولى تشير إلى أن «نصف السارية» خاص للاستخدام على متن السفن، حيث يتم نقل الأعلام عادةً من الصواري وفي السفن البحرية على الشاطئ.

## روابط خارجية
- البروتوكولات الأسترالية للطيران في نصف الصاري نسخة محفوظة 21 ديسمبر 2019 على موقع واي باك مشين.
- بروتوكول العلم البريطاني
- إعلانات التراث الكندي نصف سارية نسخة محفوظة 5 نوفمبر 2005 على موقع واي باك مشين.
- القواعد الكندية لنصف الصاري نسخة محفوظة 21 أبريل 2007 على موقع واي باك مشين.
- علم الولايات المتحدة رمز بشأن عرض العلم
- الجدول الزمني لأوامر نصف الموظفين الرئاسية والحكومية للولايات المتحدة